# Гогенцоллерн-Гехинген
Гогенцоллерн-Гехинген (нем. Hohenzollern-Hechingen) — монархия (историческое государство), графство, с 1623 года княжество, существовавшее в 1576—1850 годах на юго-западе Германии, управлявшееся старшей линией швабской ветви династии Гогенцоллернов.

## История
Графство Гогенцоллерн-Гехинген было образовано в 1576 году в результате наследственного раздела графства Цоллерн. Когда последний цоллернский граф, Карл I (1512—1579), умер, территория графства была поделена тремя его сыновьями, старший из которых, Эйтель-Фридрих, получил Хехинген (Гехинген).
В отличие от бранденбургских Гогенцоллернов, Гогенцоллерн-Гехингены оставались католиками.
В 1623 году графы Гогенцоллерн-Гехингенские получили княжеский титул.
После упразднения Священной Римской империи в 1806 году, княжество присоединилось к Рейнскому союзу, а в 1815 году вошло в Германский союз.
Под давлением революции, охватившей германские государства в 1848—1849 годах, князь был вынужден согласиться с принятием конституции, однако беспорядки не прекратились. Чтобы не допустить переворота, Пруссия ввела свои войска в княжество. В 1849 году Фридрих-Вильгельм-Константин Гогенцоллерн-Гехингенский уступил свои владения прусскому королю Фридриху-Вильгельму IV. 12 марта 1850 года княжества Гогенцоллерн-Гехинген и Гогенцоллерн-Зигмаринген официально стали частью Пруссии, образовав единую провинцию Гогенцоллерн. В 1869 году линия пресеклась.

## Правители (года)
Графы Гогенцоллерн-Гехинген (1576—1623):
- Эйтель Фридрих IV (1576—1605)
- Иоганн Георг (1605—1623), с 1623 года — князь

Князья Гогенцоллерн-Гехинген (1623—1850):
- Эйтель Фридрих V (1623—1661)
- Филипп Кристоф Фридрих (1661—1671)
- Фридрих Вильгельм (1671—1735)
- Фридрих Людвиг (1735—1750)
- Иосиф Фридрих Вильгельм (1750—1798)
- Герман (1798—1810)
- Фридрих (1810—1838)
- Константин (1838—1850), последний мужской представитель рода, умер в 1869 году